# Metal Heart
Metal Heart šesti je studijski album njemačkog heavy metal sastava Accept. Diskografska kuća RCA Records objavila ga je 4. ožujka 1985.

## Popis pjesama
Tekstovi: Accept i Deaffy, glazba: Accept.
| 1. | »Metal Heart«               | 5:25 |
| 2. | »Midnight Mover«            | 3:07 |
| 3. | »Up to the Limit«           | 3:47 |
| 4. | »Wrong Is Right«            | 3:08 |
| 5. | »Screaming for a Love-Bite« | 4:05 |

| B-strana | B-strana                   | B-strana | B-strana | B-strana | B-strana | B-strana | B-strana | B-strana | B-strana |
| Br.      | Skladba                    | Trajanje |          |          |          |          |          |          |          |
| -------- | -------------------------- | -------- | -------- | -------- | -------- | -------- | -------- | -------- | -------- |
| 6.       | »Too High to Get It Right« | 3:47     |          |          |          |          |          |          |          |
| 7.       | »Dogs on Leads«            | 4:24     |          |          |          |          |          |          |          |
| 8.       | »Teach Us to Survive«      | 3:33     |          |          |          |          |          |          |          |
| 9.       | »Living for Tonite«        | 3:34     |          |          |          |          |          |          |          |
| 10.      | »Bound to Fail«            | 5:05     |          |          |          |          |          |          |          |
| 39:55    |                            |          |          |          |          |          |          |          |          |

## Zasluge
| Accept - Udo Dirkschneider – vokali - Wolf Hoffmann – gitara, prateći vokali, električni sitar - Jörg Fischer – gitara, prateći vokali - Peter Baltes – bas-gitara, prateći vokali, klavijature - Stefan Kaufmann – bubnjevi, prateći vokali, udaraljke; timpani (na pjesmama 1, 8 i 10) |  | Ostalo osoblje - Deaffy – tekstovi, umjetnička direktorica - Bob Ludwig – masteriranje - Sassenbach Advertising – dizajn - Michael Liebig – dizajn - Dieter Dierks – produkcija, aranžmani - Mike Kashnitz – asistencija pri tonskoj obradi - Peter Brandt – asistencija pri tonskoj obradi - Gerd Rautenbach – tonska obrada |